# Пасечник, Борис Николаевич
Борис Николаевич Пасечник (18 января 1931, село Сэрата-Веке — 15 апреля 2015, Подольск, Московская область, Россия) — учитель русской средней школы № 2 имени А. С. Пушкина, город Сороки, Молдавская ССР. Герой Социалистического Труда (1978).

## Биография
Родился в 1931 году в семье учителей в селе Старая Сарата. В 1944 году вместе с родителями переехал в город Сороки, где в 1948 году окончил местную среднюю школу № 1. В 1952 году окончил биохимический факультет Кишинёвского педагогического института. Трудился преподавателем в Кишинёвском педагогическом институте, затем — в Сорокском педагогическом институте, Сорокском педагогическом училище.
С 1955 года — преподаватель химии в Сорокской русской школе № 2 имени А. С. Пушкина. Создал в школе Общество юных химиков имени Н. Д. Зелинского. Внёс значительный вклад в методологию преподавания химии в средних школах. В 1961 году составил таблицу взаимосвязи органических веществ, за которую получил серебряную медаль на Всесоюзной выставке ВДНХ. В 1963 году составил комплект реактивов для преподавания химии в средних учебных заведениях с минимальной концентрацией химических веществ. Этот комплект был опубликован на страницах журнала «Химия в школах» и рекомендован для всех средних школ в СССР. В 1970-е годы внёс дополнение в периодическую систему Д. И. Менделеева, включив в неё одиннадцатый ряд седьмого периода. Разработал новые элементы для типового проекта химического школьного кабинета, эталон мерной пробирки для школьных опытов, прибор для демонстрации химических опытов на экране, электрифицированную таблицу периодической системы таблицы Д. И. Менделеева. В 1982 году химический кабинет школы № 2 занял первое место на Всесоюзном смотре школьных химических кабинетов.
Указом Президиума Верховного Совета СССР от 27 июня 1978 года удостоен звания Героя Социалистического Труда за «большие заслуги в деле обучения и коммунистического воспитания учащихся» с вручением ордена Ленина и золотой медали «Серп и Молот» (№ 19095).
В 1966—1986 года — председатель комитета профсоюзов школы № 2, с 1960—1986 года — руководитель городского методического объединения учителей химии, с 1978—1986 года — член совета городского отдела народного образования, с 1976 года — член учебно-методического совета Министерства просвещения МССР.
Избирался депутатом городского Совета депутатов трудящихся.
Проработал в Сорокской русской школе № 2 свыше тридцати лет. Десятки его воспитанников стали кандидатами химических наук (около 50 человек), один стал лауреатом Государственной премии по химии, Оскар Иосифович Койфман — членом-корреспондентом Российской Академии наук.
В 1985 году защитил диссертацию на соискание звания кандидата наук по теме «Совершенствование организации и проведения экспериментальной работы учащихся на уроках химии» в Московском педагогическом институте. С 1986 года — заместитель директора по научно-методической работе в республиканском институте повышения квалификации в Кишинёве.
Был членом редакционных коллегий журналов «Педагогул», «Педагогул советик», членом редакционных советов журнала «Химия в школе», членом научно-методического совета по химии Государственного комитета по народному образованию СССР.
В 1993—1997 годах — главный редактор журнала «Кимия» на молдавском языке. Автор около 130 научных публикации в различных журналах.
В 1991 году вышел на пенсию. Проживал в Кишинёве. Будучи пенсионером, продолжал преподавать на кафедре точных и естественных наук кишинёвского Института повышения квалификации. С 2001 по 2003 был членом комиссии по помилованию осуждённых при президенте Молдовы.
В последующие годы переехал в Подольск Московской области. С 2003 года трудился в Министерстве образования России. В сентябре 2006 года получил российское гражданство. Умер в апреле 2015 года. Похоронен на кладбище «Красная горка» в Подольске.
Память
Его имя внесено в Книгу почёта Министерства химической промышленности СССР.
Награды
- Герой Социалистического Труда
- Орден Ленина
- Орден «Знак Почёта» (20.07.1971)
- Серебряная медаль ВДНХ (1967)
- Заслуженный учитель СССР
- Отличник народного образования МССР (1961)
- Отличник просвещения СССР (1982)
- Почётный гражданин города Сороки (1999).